# 木城温泉
木城温泉（きじょうおんせん）は、宮崎県児湯郡木城町にある温泉。
2000年4月のオープンから1度もレジオネラ属菌の検出による休業になったことがない（2021年2月末現在）。
・温泉は毎日直接採水により5回の塩素濃度の検査と2回の湯温測定を行い、営業終了後は浴槽のお湯を全て抜いた上で浴槽清掃を行っている。

## 温泉地
施設の名称は「木城温泉館 湯らら」。
木城町の温暖な気候条件を生かして大自然を堪能できるように露天風呂中心の構造をしている。大浴室は「木の香湯」と「蛍の湯」の2つがあり、それぞれ男湯・女湯として交替制で運営されている。毎週月曜日に入れ替えが行われる。
2013年4月20日に施設をリニューアルオープンし、同20日・21日にはオープニングイベントが開催された。
2019年1月12日入館者250万人を達成。記念セレモニーなどが行われた。
季節のイベントをはじめとした様々なイベントを毎月行っている。
昭和のバイク展やバイクミーティング（毎年4月開催、2019年は4月7日に開催し1,000台参加）、カブ主爽会など、バイクオーナー対象のイベントを開催している数少ない温泉である。
2022年3月18日に開催された「温泉総選挙2021」表彰式において、宮崎県内初となる特別賞（審査員特別賞）を受賞した。

## 温泉データ
- 泉質：低張性弱アルカリ単純温泉
- 泉温：29.4℃
- 液性：弱アルカリ性
- 温泉施設：高温浴、大浴槽、露天風呂、打たせ湯、冷水浴、遠赤外線サウナ（木の香湯・蛍の湯）、スチームサウナ（蛍の湯）、特別浴室（家族風呂）など
- 効能：神経痛、筋肉痛、関節痛、五十肩、腰痛、運動麻痺、関節のこわばり、打ち身、くじき、痔、冷え性、疲労回復、病後回復、健康増進、切り傷、火傷、慢性婦人病、慢性消火器病、慢性便秘、胆石症、肝臓病、動脈硬化症、高血圧症、肥満、糖尿病、メンタルなど

### 施設
- 休憩室：大休憩室・有料個室休憩室（2部屋）・ふれあいプラザ室
- レストラン：湯らら亭
- 駐車場：220台（大型バス2台・EV充電スタンド2台）
- 休館日：毎週火曜日　（祝祭日の場合は翌日）
- 隣接施設：木城町農産物販売所　菜っ葉屋（なっぱや）、木城町地域ふれあい館　輝らら（きらら）・ジム・湯らら温泉を利用した足湯完備

## アクセス
- 自動車：木城町役場より約1分、東九州自動車道高鍋ICより約5分、国道10号・高鍋町「萩原」信号より約15分。

## 周辺
- 木城町役場
- 宮崎県東児湯消防組合消防本部
- 高城跡
- 高鍋IC（東九州自動車道）
- 川原自然公園（キャンプ場）
- えほんの郷
- 道の駅石河内（蕎麦道場 鹿遊茶屋）